# Paul Hofhaimer
Paul Hofhaimer (25 de enero de 1459 - 1537) fue un organista y compositor austriaco. Estaba especialmente dotado para la improvisación, y fue considerado como el mejor organista de su época por muchos escritores, incluidos Joachim Vadian y Paracelso; además, era uno de los dos únicos compositores de habla alemana de la época (Heinrich Isaac era el otro) que tenía una reputación en Europa fuera de los países de habla alemana. Se encuentra agrupado entre los compositores conocidos como los Coloristas.

## Biografía
Nació en Radstadt, cerca de Salzburgo. Las fuentes son algo contradictorias en sus primeros años, por un lado Vadian afirmaba que era autodidacta, y por otro el humanista de Núremberg Konrad Celtis decía que había adquirido su técnica en la corte del emperador Federico III. Hofhaimer fue a Innsbruck en 1478, e impresionó tanto al archiduque Segismundo de Austria que se le asignó toda la vida como organista de la corte en 1480. Casi con certeza conoció bien a Heinrich Isaac mientras estuvo en Innsbruck, ya que Isaac se convirtió en compositor de la corte más tarde esa misma década.
En 1489 comenzó a servir a Maximiliano I como organista, pero lo hizo además de su servicio de Innsbruck. En 1498, después de varios años de viajes, durante los cuales visitó la corte sajona del príncipe elector Federico el Sabio, se trasladó a Passau, y en 1507 se trasladó a Augsburgo, donde pudo estar más cerca de Maximiliano. Maximiliano y el rey de Polonia lo hicieron caballero y noble en 1515, confiriéndole el título de "primer organista del emperador". El último traslado de Hofhaimer fue a Salzburgo, donde permaneció como organista en la Catedral de Salzburgo hasta su muerte.